# Призма Гершеля

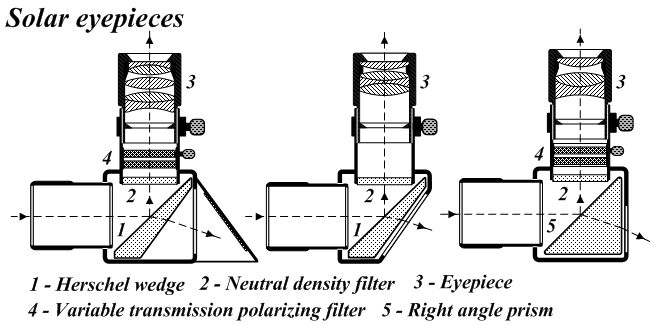
Ілюстрація призми Гершеля та інших методів спостереження Сонця.

Призма Гершеля або клин Гершеля — оптична призма, використовувана в астрономії для спостережень Сонця. Вона заломлює більшу частину світла в бік від оптичного шляху, що дозволяє безпечно проводити візуальні спостереження. Вперше її запропонував та використав у 1830-х роках Джон Гершель.

## Огляд
Призма Гершеля має трапецієподібний поперечний переріз. Поверхня призми, обернена до світла, діє як стандартне діагональне дзеркало, відбиваючи невелику частину (~5 %) падаючого світла під кутом 90 градусів в окуляр і заломлюючи решту зібраного об'єктивом світла (~95 %), яке виходить через іншу грань призми й далі йде назовні з телескопа й не використовується для спостереження. Таким чином світловий потік зменшується в багато разів, що з рештою дозволяє спостерігати такий яскравий об'єкт, як Сонце.
Призми Гершеля є альтернативою світлофільтрам які поглинають більшу частину падаючого світла, також уможливлюючи спостереження Сонця.

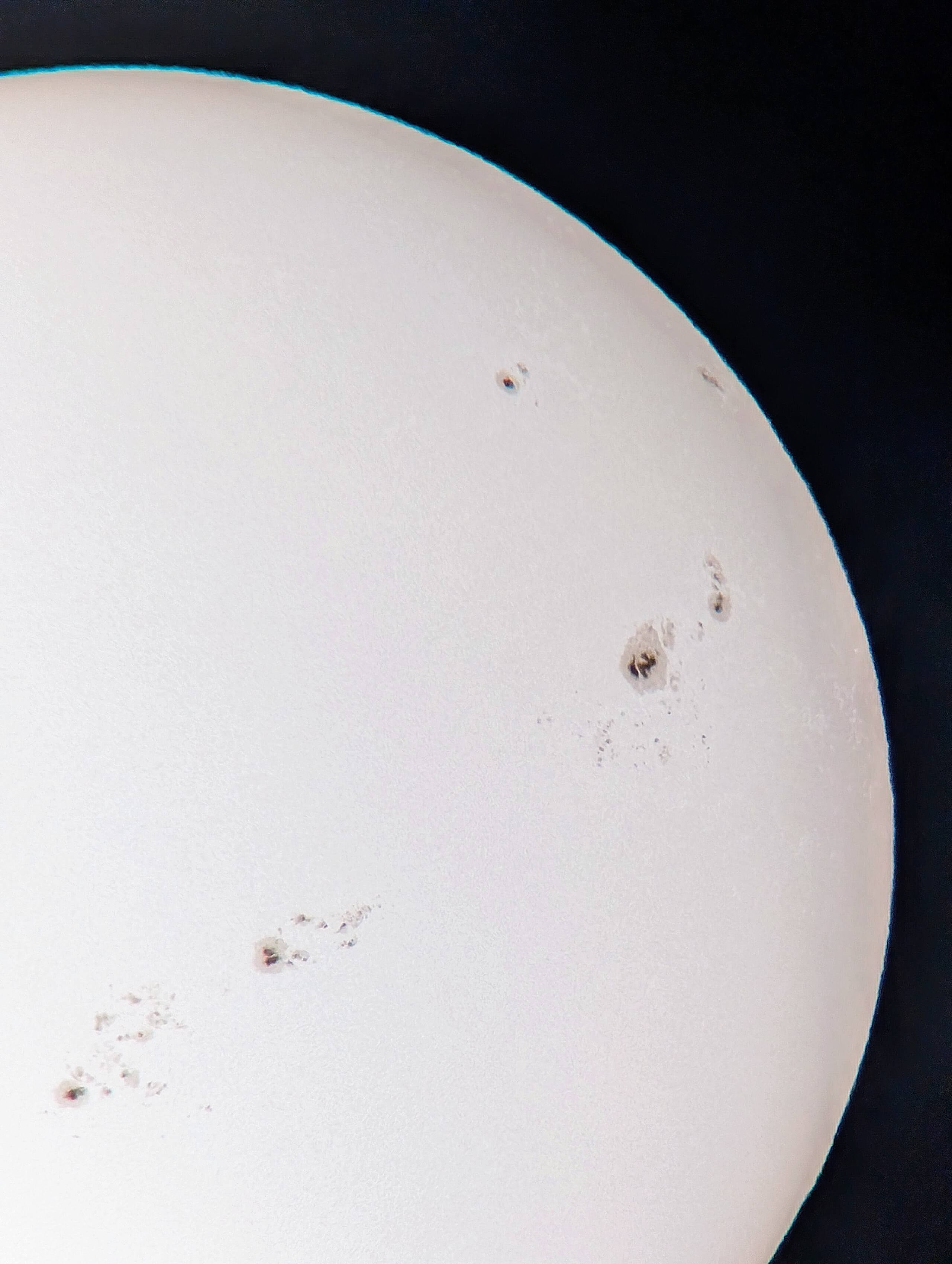
Сонячні плями, спостережувані через телескоп, оснащений призмою Гершеля.

## Обмеження
Призми Гершеля містять в собі багато небезпек та технічних нюансів для астронома-аматора. На відміну від сонячного світлофільтра з повною апертурою, сонячний фільтр із субапертурою, такий як призма Гершеля, дозволяє головному дзеркалу або лінзі телескопа концентрувати повну інтенсивність сонячного світла.
Додаткові оптичні прилади, такі як вирівнювачі поля, фокальні редуктори, вторинні дзеркала та смугові фільтри, розташовані на оптичному шляху до призми Гершеля, але після головного дзеркала або лінзи, можуть перегріватися та пошкоджуватися.
Ще більша небезпека походить від тих ~95 % сонячного світла, які призма Гершеля відхиляє з основного оптичного шляху телескопа. Потрапити на оптичний шлях цього відхиленого світла у точці його фокусування так само небезпечно, як подивитись на Сонце у телескоп без жодних зменшувачів світлового потоку. Це світло може засліпити або опекти людину, яка випадково опинилась на його шляху, оплавити або запалити предмети, і навіть пропалити внутрішню частину труби самого телескопа, якщо світло не достатньо точно влучає в отвір.
Люди, які звикли перевіряти внутрішній стан телескопа, дивлячись на нього спереду, або навіть ті, хто просто хоче закрити його кришкою, можуть не усвідомлювати, що такі звичні дії вдень під сонячним світлом можуть засліпити їх. Ті ж, хто використовує ньютонівські телескопи, де користувачеві потрібно дивитись в окуляр, стоячи безпосередньо над телескопом, можуть отримати опіки або засліплення від сонячного світла під час обертання телескопа.
Також важливо зазначити, що навіть 5 % від сонячного світла — це все ще достатньо яскраво, щоб опікти сітківку, тому все одно необхідно додатково використовувати нейтральний фільтр.